# Lunca (Borca), Neamț
Lunca (în trecut, Lunca Gâștei) este un sat în comuna Borca din județul Neamț, Moldova, România.